# Hans Christoph Zeidler

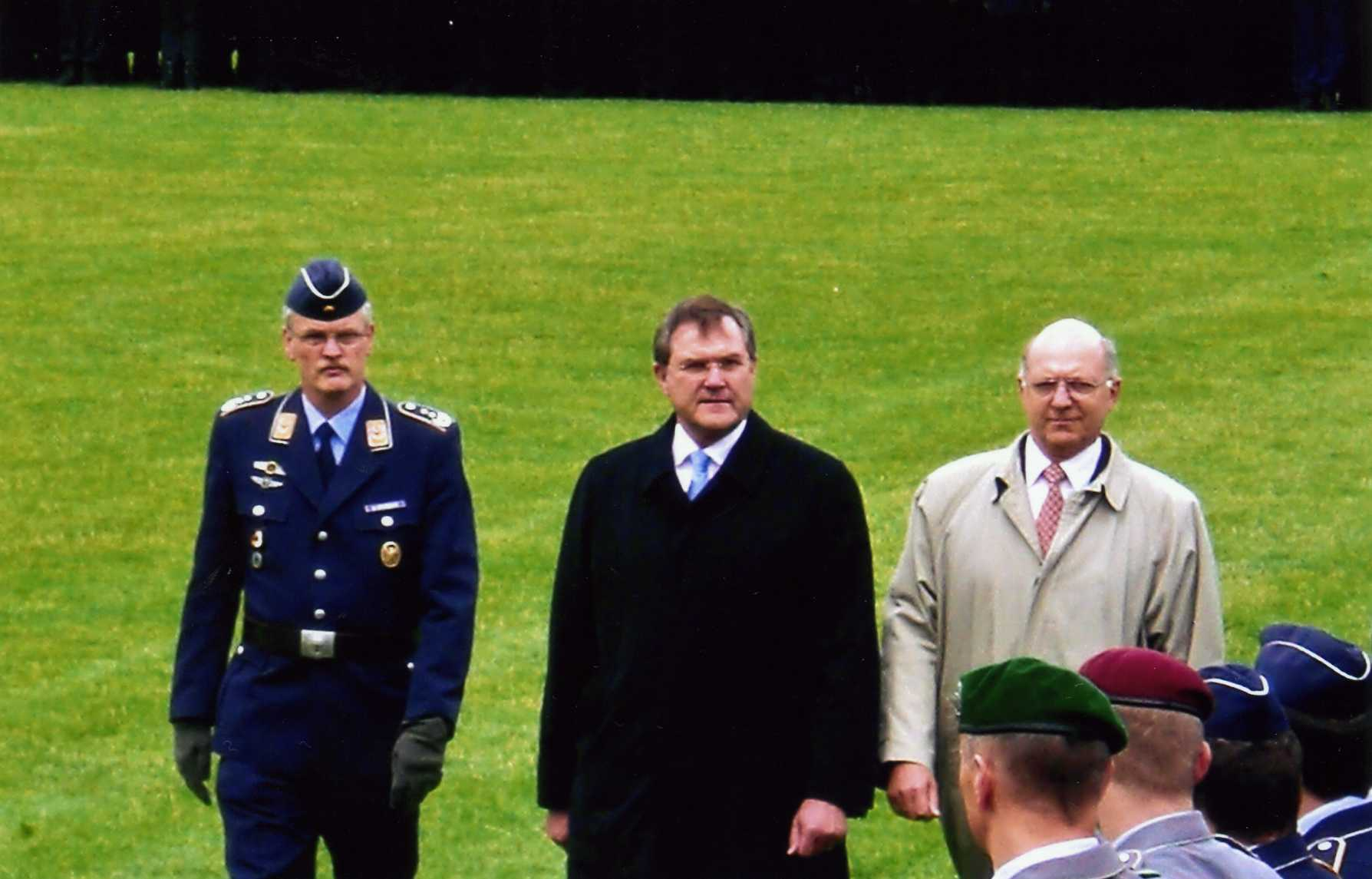
Hans Christoph Zeidler (2007), rechts

Hans Christoph Zeidler (* 11. September 1944 in Würzburg) ist ein deutscher Informatiker und ehemaliger Universitätspräsident.

## Leben
Zeidler studierte von 1966 bis 1971 Elektro- und Nachrichtentechnik an der Technischen Universität Braunschweig. Er wurde dort 1979 bei Hans-Otto Leilich an der Fakultät für Maschinenbau und Elektrotechnik mit der Dissertation Pipelineprozessoren und ihre Grenzgeschwindigkeit zum Dr.-Ing. promoviert. Seine Habilitation (Funktionsorientierte Hardware zur Lösung des Suchproblems. Entwicklung und Möglichkeiten) erfolgte 1987.
Nach seiner Tätigkeit als Oberingenieur am Institut für Datenverarbeitungsanlagen der TU Braunschweig (seit 1980) lehrte und forschte er seit 1990 als Inhaber der Professur für Technische Informatik an der Helmut-Schmidt-Universität der Bundeswehr in Hamburg.
Von 2004 bis 2010 war er deren Präsident, nachdem er bereits von 1997 bis 1999 Dekan des Fachbereichs Elektrotechnik und von 2001 bis 2003 Vizepräsident gewesen war.

## Schriften (Auswahl)
- mit Wolfgang Merzenich: Informatik für Ingenieure. Eine Einführung (= Leitfäden der Informatik). Teubner, Stuttgart 1997, ISBN 3-519-02943-X.